# مقاطعة سيلا
سيلا أو دار سيلا  كانت في السابق قسما من إقليم واداي في تشاد.
في عام 2008 أصبحت جزءًا من إقليم سيلا الجديدة التي أُنشئت من مقاطعتي سيلا والجرف الأحمر السابقة في منطقة وادي.